# Nieproszony gość
Nieproszony gość – polski film z 1986 roku w reżyserii Feliksa Falka. Film ten jest znacznie skromniejszy w porównaniu z wcześniejszymi dokonaniami Feliksa Falka.

## Główne role
- Maria Pakulnis – Krystyna
- Gabriela Kownacka
- Jan Frycz – bandyta Jarema
- Cezary Morawski – psycholog Stefan
- Andrzej Blumenfeld
- Roman Bartosiewicz
- Jan Greber – bandyta Zyga
- Stanisław Iżyłowski